# カドー郡 (オクラホマ州)
カドー郡（英: Caddo County）は、アメリカ合衆国オクラホマ州の中央部西に位置する郡である。2010年国勢調査での人口は29,600人であり、2000年の30,150人から1.5％減少した。郡庁所在地はアナダーコ市（人口6,762人）であり、同郡で人口最大の都市でもある。カドー郡は、7郡で構成されるオクラホマシティ大都市圏の直ぐ西に位置しており、圏域には入っていなくても経済的な結びつきが多い。郡名は1870年代にこの地に入っていたカド族インディアンに因んでいる。

## 歴史
カドー郡は、アメリカ合衆国がカイオワ族、コマンチェ族、アラパホ族インディアンの居留地を割り付け、余剰の土地を白人開拓者に売却した1901年8月6日に組織化された。

## 地理
アメリカ合衆国国勢調査局に拠れば、郡域全面積は1,290平方マイル (3,342 km2)であり、このうち陸地1,278平方マイル (3,311 km2)、水域は12平方マイル (31 km2)で水域率は0.93％である。

### 主要高規格道路
| - 州間高速道路40号線 - アメリカ国道62号線 - アメリカ国道281号線 - アメリカ国道277号線 | - オクラホマ州道8号線 - オクラホマ州道9号線 - オクラホマ州道19号線 - オクラホマ州道58号線 |

### 隣接する郡
- ブレイン郡 - 北
- カナディアン郡 - 北東
- グレイディ郡 - 東
- コマンチ郡 - 南
- カイオワ郡 - 南西
- ウォシタ郡 - 西
- カスター郡 - 北西

## 人口動態

人口ピラミッド

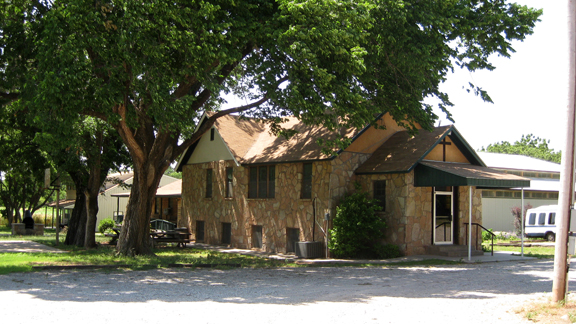
レッドストーン・バプテスト教会、アパッチワイの北にあり、カイオワ族伝道者が19世紀に設立した

以下は2000年の国勢調査による人口統計データである。
| 基礎データ - 人口: 30,150人 - 世帯数: 10,957 世帯 - 家族数: 7,965 家族 - 人口密度: 9人/km2（24人/mi2） - 住居数: 13,096軒 - 住居密度: 4軒/km2（10軒/mi2） 人種別人口構成 - 白人: 65.55% - アフリカン・アメリカン: 2.92% - ネイティブ・アメリカン: 24.28% - アジア人: 0.17% - 太平洋諸島系: 0.02% - その他の人種: 2.70% - 混血: 4.36% - ヒスパニック・ラテン系: 6.28% 言語による人口構成 - 英語: 93.8% - スペイン語: 4.5% - カイオワ語: 1.2% 年齢別人口構成 - 18歳未満: 28.5% - 18-24歳: 8.5% - 25-44歳: 26.0% - 45-64歳: 22.1% - 65歳以上: 14.9% - 年齢の中央値: 36歳 - 性比（女性100人あたり男性の人口） - 総人口: 98.6 - 18歳以上: 96.0 | 世帯と家族（対世帯数） - 18歳未満の子供がいる: 33.3% - 結婚・同居している夫婦: 55.2% - 未婚・離婚・死別女性が世帯主: 13.0% - 非家族世帯: 27.3% - 単身世帯: 24.8% - 65歳以上の老人1人暮らし: 12.5% - 平均構成人数 - 世帯: 2.62人 - 家族: 3.13人 収入と家計 - 収入の中央値 - 世帯: 27,347米ドル - 家族: 32,118米ドル - 性別 - 男性: 26,373米ドル - 女性: 18,658米ドル - 人口1人あたり収入: 13,298米ドル - 貧困線以下 - 対人口: 21.7% - 対家族数: 16.7% - 18歳未満: 28.0% - 65歳以上: 15.9% |

## 農業
カドー郡では牛の牧畜とコムギおよびピーナッツの農業が行われている。農耕の大半は環境に優しい無耕農業あるいは耕す量を減らした方法である。
郡内にはウッズ・アンド・ウォーターズ・ワイナリー・アンド・ビニヤードというブドウ園と葡萄酒醸造所がある。

## 都市と町
| - アナダーコ - 郡庁所在地 - アパッチ - ビンガー - ブリッジポート | - カーネギー - セメント - コーガー - シリル | - イークリー - フォートコブ - グレイスモント - ヒントン | - ハイドロ - ルックバ - パインリッジ - スプリングクリーク |